# Jan Kaldeborn
Jan Kaldeborn (zm. 1416) – dominikanin, biskup tauryski, biskup pomocniczy chełmiński w latach 1398/1399–1402, biskup pomocniczy kujawski w latach 1402–1412, biskup pomocniczy warmiński w latach 1415–1416.

## Życiorys
Wywodził się z miejscowości Caldeborn, zwanej później Kaltwasser na Śląsku Opolskim (dziś Zimna Wódka koło Ujazdu).
W odniesieniu do czasu nominacji biskupiej, a także tożsamości tego hierarchy pojawiają się poważne wątpliwości.
W 1374 prowizję papieska na biskupstwo Tauris uzyskał dominikanin Jan. Jest to postać trudna do zidentyfikowania. W 1390 Jan, biskup tauryski jako sufragana w diecezji szweryńskiej.
W 1399 w archidiecezji mogunckiej działał Jan, biskup tauryski jako sufragan na obszarze części tej archidiecezji (Turyngia, Saksonia, Hesja, Westfalia) z siedzibą w Erfurcie. Wzmiankowany także w 1404.
13 stycznia 1396 w Krakowie był obecny Jan, biskup tauryski jako jeden z wystawców odpustu dla katedry na Wawelu.
Jan Kaldeborn jako biskup tauryski obecny był w 1399 na terenie diecezji chełmińskiej w poświadczeniu dokumentu tamtejszego ordynariusza Jana Kropidły.
W 1400 został odnotowany Jan, biskup tauryski jako dominikanin, sufragan chełmiński.
Jan Kaldeborn bez wątpienia był biskupem tauryskim, lecz można sądzić, że były dwa biskupstwa o takiej nazwie.
Jan utrzymywał bliskie stosunki z biskupem kilku diecezji Janem Kropidło, opolskim księciem piastowskim.
Pobyt Jana Kaldeborna w Krakowie w 1396 wskazuje na jego wcześniejszą obecność na ziemiach polskich. Być może w tym czasie pełnił posługę duszpasterską w diecezji kamieńskiej (gdzie Kropidło był biskupem w latach 1394–1398).
Jako biskup sufragan chełmiński był obecny 21 lipca 1399 w Wąbrzeźnie, 17 lutego 1402 w katedrze w Chełmży asystował przy konsekracji nowego biskupa chełmińskiego Arnolda Stapila. W końcu listopada 1402 był na synodzie prowincjonalnym w Łęczycy jako sufragan włocławski, gdzie 29 listopada był współwystawcą odpustu dla szpitala św. Trójcy w Płocku, związanego z dominikanami. W diecezji włocławskiej posługiwał na obszarze Pomorza Gdańskiego do listopada 1411, kiedy to został odwołany przez miejscowego ordynariusza. Nie wiadomo gdzie działał w latach 1412–1414, być może obecny był nadal na terenie diecezji włocławskiej.
20 maja 1406 uczestniczył w synodzie prowincjonalnym w Kaliszu. Tam nadal przywileje odpustowe dla kościoła Mariackiego w Gdańsku i kościoła parafialnego w Lekowie.
9 grudnia 1406 w Kościerzynie nadał odpust tamtejszemu Bractwu Ubogich.
W 1411 poświęcił kościół katedralny włocławski.
Sprawując funkcję sufragana włocławskiego, pełnił jednocześnie urząd wikariusza generalnego na pomorską część diecezji włocławskiej.
W 1415 pojawił się na Warmii, dokąd został sprowadzony przez kapitułę katedralną w okresie wakatu po śmierci biskupa Henryka Vogelsanga.
Zmarł w 1416 z powodu zarazy.